# アスファルト・ジャングル
『アスファルト・ジャングル』（The Asphalt Jungle）は、1950年のアメリカ映画である。ジョン・ヒューストン監督、W・R・バーネット原作。

## ストーリー
舞台はアメリカのある街。出所した知能犯ドックは、賭博業者コビーに宝石強盗の計画を持ちかける。二人は資金提供者のエマリック、金庫破りのルイ、運転手のガス、用心棒のディックスを仲間に引き入れ、強盗計画を実行に移す。

## キャスト
※括弧内は日本語吹替（放送日1974年12月31日 東京12ch『年忘れロードショー』21:00-22:55他）
- ディックス： スターリング・ヘイドン（羽佐間道夫）
- ドール： ジーン・ヘイゲン（弥永和子）
- エマリック： ルイス・カルハーン（島宇志夫）
- ドック： サム・ジャッフェ
- アンジェラ： マリリン・モンロー（向井真理子）
- ガス： ジェームズ・ホイットモア
- ルイ： アンソニー・カルーソ
- コビー： マーク・ローレンス

## ギャラリー

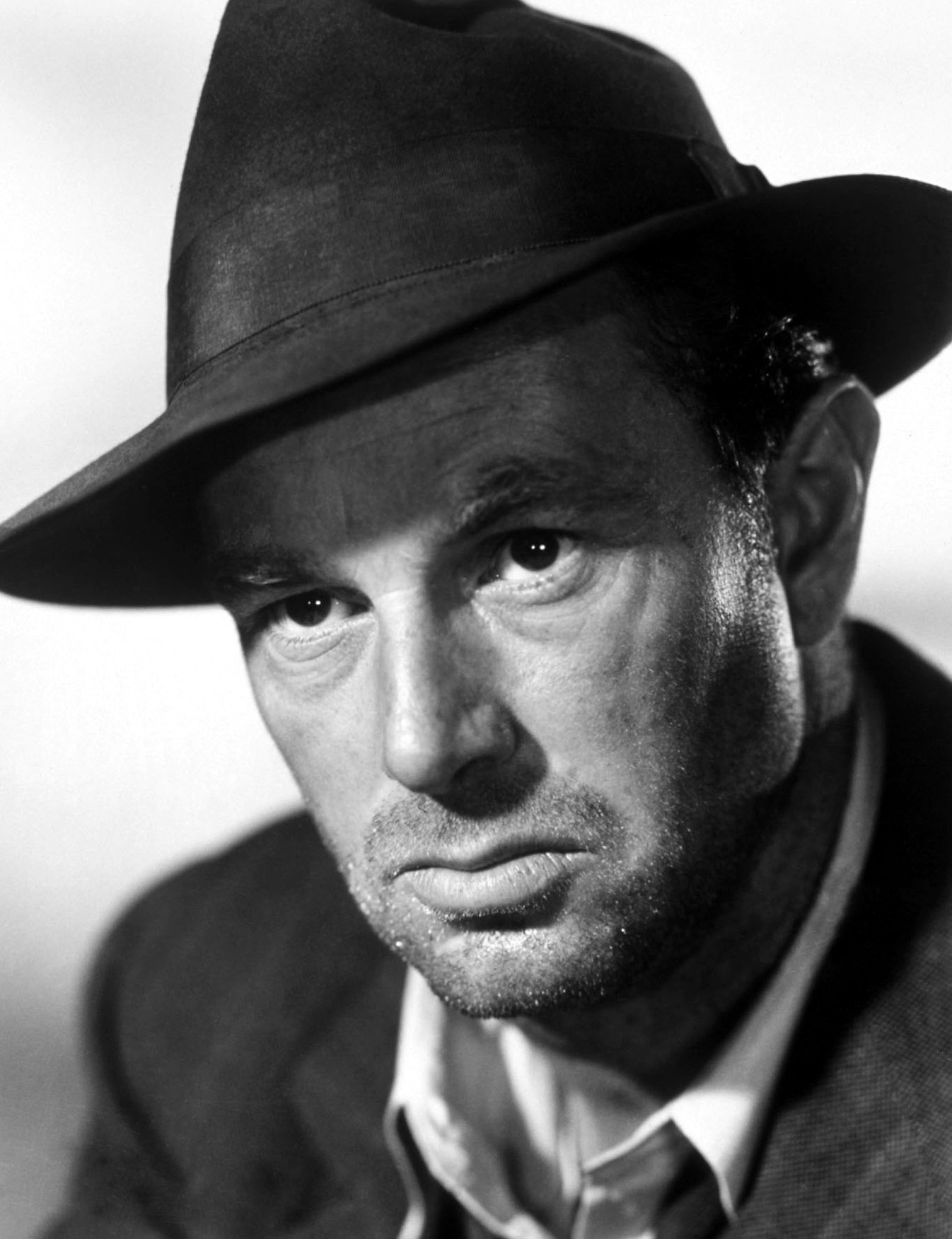
スターリング・ヘイドン
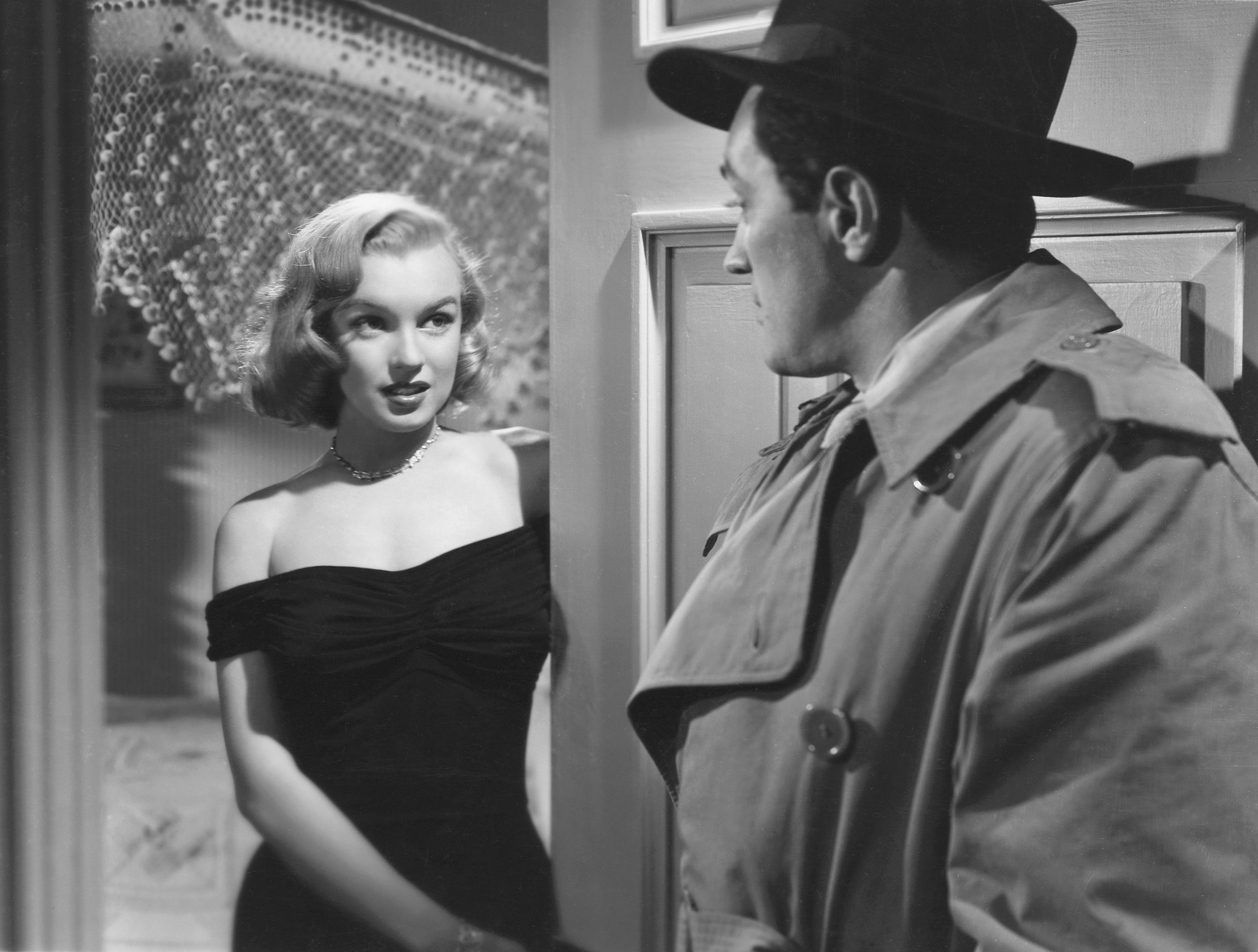
マリリン・モンロー（写真奥）

## 主な受賞歴
受賞
ヴェネツィア国際映画祭 男優賞 : サム・ジャッフェ
ノミネート
ヴェネツィア国際映画祭 金獅子賞 : ジョン・ヒューストン
第23回アカデミー賞 助演男優賞：サム・ジャッフェ

## 原作
『アスファルトジャングル』　野中重雄訳　雄鶏社